# Aimbot
Um aimbot é um tipo de robô (ou bot) usado em jogos do gênero tiro em primeira pessoa que proporciona diferentes níveis de precisão ao jogador. Na maioria das vezes, é uma característica do jogo (onde normalmente é chamado de "auto-aim" ou "aim assist"). No entanto, um aimbot mais poderoso em jogos multijogador é considerado cheat, uma vez que dá ao usuário uma vantagem sobre os outros jogadores.
Os aimbots se baseiam no fato de que o computador de cada jogador cliente recebe informações sobre todos os outros jogadores, sendo eles visíveis a partir da posição do jogador no campo de jogo ou não. Os aimbots simplesmente determinam a localização de qualquer oponente em relação à localização do jogador, e apontam a arma do jogador para o alvo. Esta rotina funciona independentemente se o adversário está por trás da parede ou longe demais para ser visto diretamente. Se o jogo sendo jogado permite que balas penetrem as superfícies das paredes, embora com dano reduzido (como jogos da franquia Call Of Duty), a memória pode ser manipulada para fazer com que as balas possam penetrar em quantidade infinita e o dano pode ser ajustado para garantir que o alvo seja atingido independentemente da posição. Este severamente amplia a vantagem injusta que o aimbot poderia fornecer.
Os aimbots têm diferentes níveis de eficácia. Alguns aimbots podem fazer desde apontar, até disparar contra os inimigos, exigindo que o usuário apenas mova para uma posição onde os adversários estejam visíveis (conhecidos como triggerbots); este nível geralmente faz com que seja difícil esconder o aimbot, o jogador pode mirar muito rapidamente, levando sua mira na cabeça de um oponente numa velocidade humanamente impossível. Vários mecanismos anti-trapaça têm sido empregadas por empresas como a Valve para impedir a sua utilização
Alguns jogos apresentam o "auto-aim" como uma opção do jogo. Mas o auto-aim não é um aimbot, apenas ajuda o utilizador a ter o movimento de mira aperfeiçoado, mas apenas enquanto a mira está perto de um alvo. É comum para jogos de console ter esse recurso, para compensar a falta de precisão em controles do tipo analog-stick.